# 福建省南安第一中学
福建省南安第一中学（英文：Nanan No.1 Middle School of Fujian，简称：南安一中），福建省一级达标中学，是南安市一所公立全日制中等学校，目前分两个校区，校本部设高中部，江北校区实行封闭式教学，设有初、高中部，其中初中部录取方式为电脑派位，江北校区高中部录取方式与校本部一样。

## 学校历史
- 1939年，创办“南安县初级中学”，首任校长吕仲驹。
- 1948年，增设高中部，改名“南安县立中学”。
- 1950年，更名为“南安中学”。
- 1952年，迁址到溪美大新山。
- 1953年，改名“福建省南安第一中学”（南安一中）。
- 1955年，被确认为“福建省重点中学”
- 1969年，易名“南安工农第一中学”。
- 1970年，易名“南安县城关中学”
- 1973年，复名为“福建省南安第一中学”（南安一中）并沿用至今。
- 1992年，被确认为“福建省二级达标学校”。
- 1997年，晋升“福建省一级达标学校”。
- 1999年，初高中分离，初中分到南安实验中学，仅留高中部。
- 2003年，被确认为福建省首批“示范性高级中学”。

## 办学成果
2008年有11位学生考入清华大学和北京大学（其中清华大学8人，居福建省第一名）；学科奥林匹克竞赛获得省一等奖的人数居福建前三名；2008年有1名学生获第40届国际化学奥林匹克竞赛金牌。
2010年高考总分600分以上80人，占南安市63%，上本一线505人，占南安市54.07%。

## 学校荣誉
- 福建省文明学校
- 福建省一级达标学校
- 福建省首批“示范性高级中学”（全省仅12所）
- 全国中小学现代教育技术实验学校（第二批）
- 全国群众体育先进单位
- 全国绿色学校
- 国家级语言文字规范化示范学校

## 历任校长
- 陈国璋（任期:   2014-2021年）
- 王声云（任期：2002年—2014年）
- 杨宏毅（任期：1986年—2002年）
- 李德茂（任期：1981年—1986年）
- 杨文汉（任期：1977年—1981年）
- 王 浩（任期：1958年—1958年）
- 邱金章（任期：1950年—1956年）
- 陈鼎载（任期：1948年—1949年）
- 陈鼎铭（任期：1946年—1947年）
- 吕仲驹（任期：1939年—1946年）

## 著名校友
- 庄钊文，1975届，解放军少将、国防科技大学副校长；
- 陈章立，原国家地震局局长；
- 杨廷阔，成都飞机集团原董事长。